# Ранняя Янь
Ранняя Янь (кит. упр. 前燕, пиньинь Qián Yàn) — одно из 16 варварских государств, возникших в IV веке — первой половине V века, после падения империи Западная Цзинь, на территории Северного Китая. Существовало в 348—370 годах.

## До завоевания северного Китая
Государство Ранняя Янь было основано Мужун Хуаном, который был вождем сяньбийского племени мужун. Около 337 года мужуны овладели бассейном реки Ляохэ. Мужун Хуан совместно с императором Чжао Ши Ху напали на Дуань и разгромили её. Хуан быстро поссорился с Ши Ху из-за дуаньских земель и чжаосцы напали на Янь. Столица Хуана была осаждена, но у чжаосцев кончился провиант и они отступили, Хуан преследовал их и уничтожил большую часть войска.
В 340 году 500 000 «хуннов» из Чжао ударило по Янь. Хуан зашёл армии в тыл и сжёг склады провианта. Чжаосцы отступили. В 341 году столицей Янь стал город Лунчэн (ныне Чаоян).
В 342 году была захвачена столица Когурё, и царь признал себя вассалом Хуана.
Хуан помирился со своим мятежным братом Ханем, который скрывался в Юйвэнь. Хань согласился предать приютившую его страну и сам повёл авангард яньской армии. В поединке он убил юйвэньского военачальника. В 344 году Юйвэнь была уничтожена. Мужун Хуан позавидовал славе брата-героя и приказал Ханю покончить с собой. В 348 году Мужун Хуан скончался, ему наследовал Мужун Цзюнь. Второй сын Мужун Хуана, Мужун Туюйхунь, ранее откочевал на запад и основал государство Тогон).
Занятые мужунами земли находились в довольно отдалённом районе, где войны вспыхивали сравнительно редко. Поэтому в царство Ранняя Янь стало переселяться множество беженцев из центральной равнины Китая, охваченной ожесточенными войнами и смутами. Ранняя Янь таким образом была довольно стабильным царством, чего нельзя сказать об остальных варварских государствах того времени.

## Завоевание северного Китая
В 352 году Мужун Цзюнь двинул войска в бассейн реки Хуанхэ и разгромил царство Жань Вэй (сменившее царство Поздняя Чжао). Мужун Цзюань воспользовался войной между Жань Минем и выжившими принцами фамилии Ши. Используя Цзичэн (современный Пекин) как основную базу, Цзюнь повёл войска в тот момент, когда хунну уже были побеждены, а Жань Минь ещё не восстановил силы. Сяньбийцы захватили почти всю восточную половину Северного Китая.
В 360 году умер Мужун Цзюнь, оставив трон Мужуну Вэю, советником был назначен Мужун Ко. В 362 году сяньбийцы пытались захватить земли южнее Хуанхэ, но цзиньский Хуань Вэнь отбил их. Только в 365 году мужуны вернули себе Лоян. К 366 году от цзиньцев был очищен Шаньдун и мужуны вышли к реке Хуайхэ. Контрнаступление Хуань Вэня было отбито и цзиньцы отступили на юг. В 367 году умер Мужун Ко, советником стал Мужун Пин, который стал преследовать полководца Мужуна Чуя. Опасаясь за свою жизнь, Мужун Чуй бежал в Цинь. Ободрённый Фу Цзянь II захватил Лоян в конце 369 года, и в 370 году разбил главные силы мужунов. Фу Цзянь II пощадил сдавшихся в плен Мужуна Вэя и Пина, а Мужуна Чуя сделал местным правителем.

## Императоры Ранней Янь
| Храмовое имя         | Посмертное имя                 | Личное имя                     | Годы правления | Девиз правления (年號 niánhào) и годы                                                                                           |
| -------------------- | ------------------------------ | ------------------------------ | -------------- | --- |
| Тай-цзу 太祖 Tàizǔ   | Вэнь Мин-ди 文明帝 Wénmíngdì   | Мужун Хуан 慕容皝 Mùróng Huǎng | 337—348        | - Яньван (燕王 Yànwáng) 337—348                                                                                                 |
| Ле-цзун 烈宗 Lièzōng | Цзин Чжао-ди 景昭帝 Jǐngzhāodì | Мужун Цзюнь 慕容俊 Mùróng Jùn  | 348—360        | - Яньван (燕王 Yànwáng) 348—353 - Юаньси (元璽 Yuánxǐ) 353—357 - Шэнпин (升平 Shēngpíng) 357 - Гуаншоу (光壽 Guāngshòu) 357—360 |
| отсутствует          | Ю-ди 幽帝 Yōudì                | Мужун Вэй 慕容暐 Mùróng Wěi    | 360—370        | - Цзяньси (建熙 Jiànxī) 360—365 - Цзяньюань (建元 Jiànyuán) 365—370                                                             |

## Значение
Мужунское правление на северо-востоке Китая стало прецедентом в использовании двойной администрации, параллельно использующей как китайскую, так и автохтонную модели управления. Эта особенность позже была использована сяньби в Тоба Вэй, киданями в империи Ляо и маньчжурами в империи Цин.